# Hojagöl
Hojagöl är en sjö i Växjö kommun i Småland och ingår i Mörrumsåns huvudavrinningsområde. Sjön är 16,2 meter djup, har en yta på 0,017 kvadratkilometer och är belägen 216 meter över havet. Vid provfiske har abborre och gädda fångats i sjön.